# Мухін Юрій Валерійович
Мухін Юрій Валерійович (14 серпня 1971) — російський плавець.
Олімпійський чемпіон 1992 року.
Призер Чемпіонату світу з водних видів спорту 1994 року.
Призер Чемпіонату світу з плавання на короткій воді 1993, 1995 років.
Чемпіон Європи з водних видів спорту 1993 року.